# Карлъ
Карлъ (на турски: Karlı) е село в Източна Тракия, Турция, Вилает Одрин. Околия Кешан.

## География
Селото се намира на 15 км южно от Кешан.

## История
Според статистиката на професор Любомир Милетич в 1913 година в Карлъкьой живеят 300 гръцки семейства.